# 曲輪

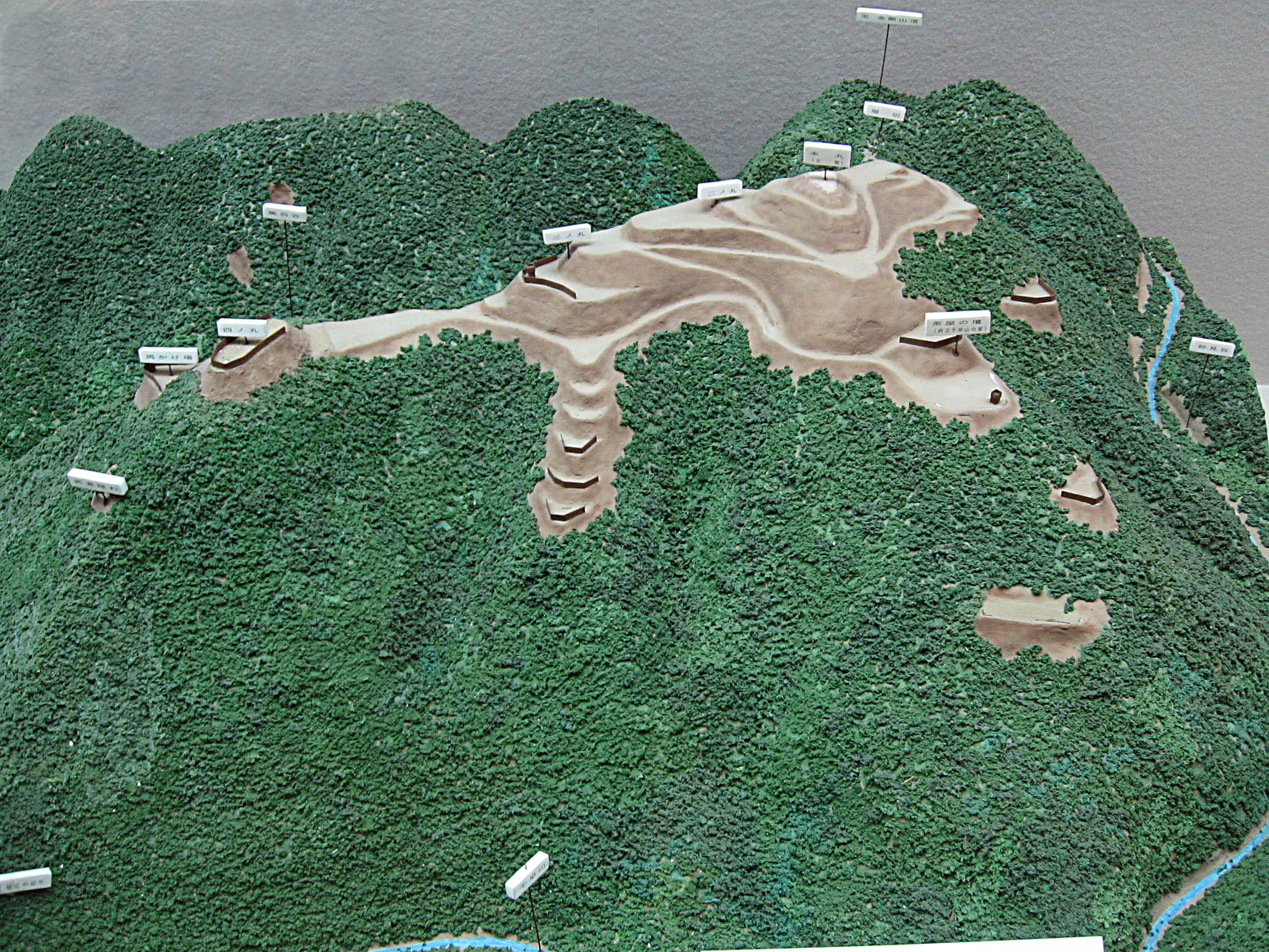
多個曲輪所構成的中世山城（千早城）

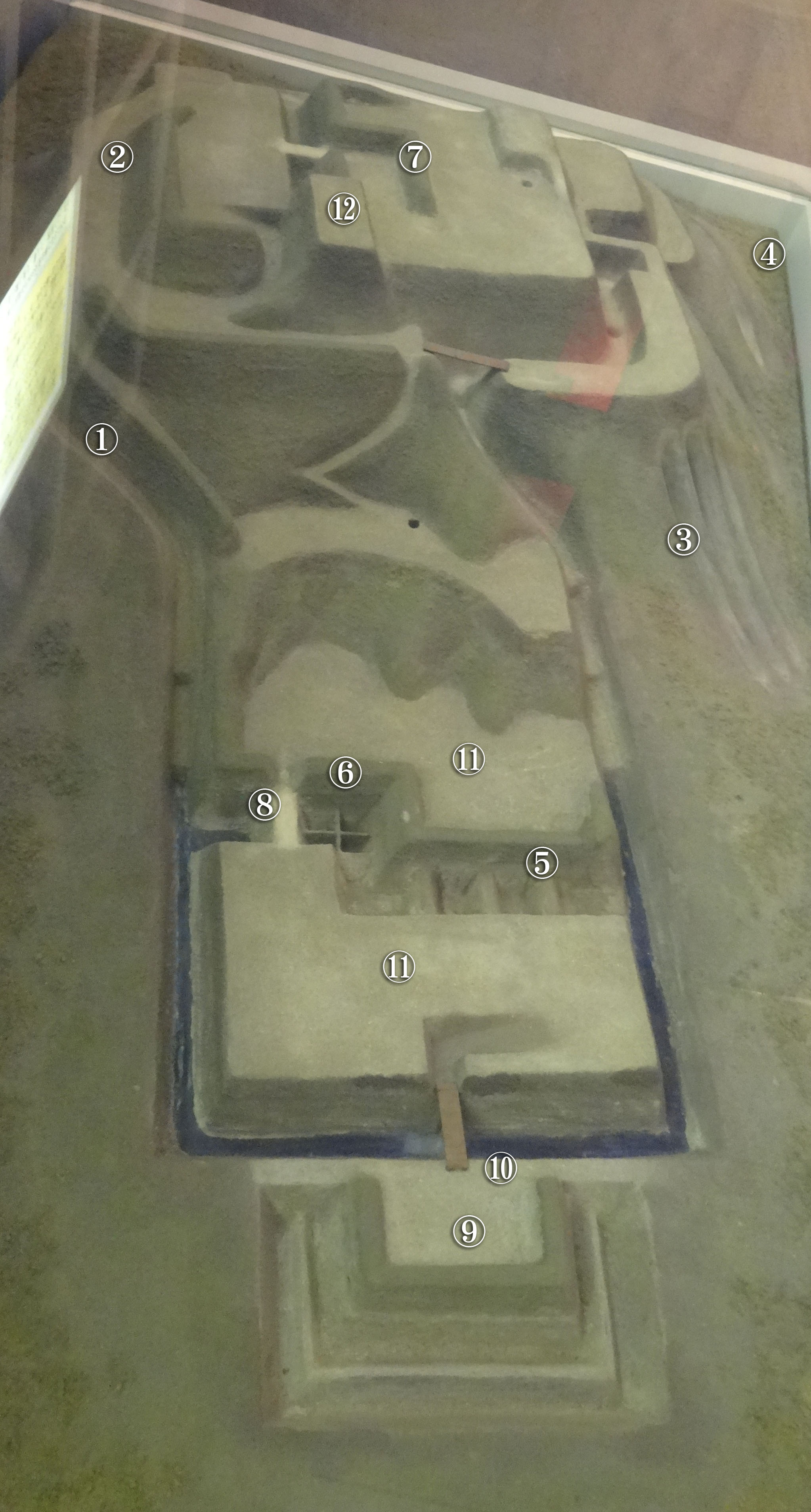
中世城郭的各部位名稱 ①豎堀 ②土壘 ③連續豎堀 ④堀切 ⑤畝堀 ⑥障子堀 ⑦枡形虎口 ⑧平虎口 ⑨馬出 ⑩土橋、木橋 ⑪曲輪 ⑫櫓台

曲輪（くるわ）是城內外規劃的區域名稱，亦寫作郭（くるわ）。
主要的曲輪結構為：封鎖出入口－虎口的門開始，最前緣設有圍牆以及偵查和攻擊用的櫓。主郭中除了設有作為司令部總部的城主居所以外，建有儲藏兵糧的倉庫、料理伙食的廚房等建築物。戰時會在各個曲輪內派兵駐紮守備。

## 曲輪的配置
曲輪被定義為依軍事、政治意圖所削平、盛土的平面空間，到15世紀後半曲輪的連帶結構才開始發達。例如千葉縣橫芝光町的篠本城是由主從關係不明確的空間組成，另外青森縣八戶市的根城是橫式並排構造，被認為當初連郭式城郭的曲輪間並沒有主從關係。此後在戰國時代以降的城郭中刻意安排複數的曲輪，一般是由一郭為中心，二郭以後照列排序所組成。在江戶時代將主要的曲輪命名為本丸、二之丸、三之丸等。

### 設計和主要曲輪
城郭作為戰爭勝負的決定因素之一，特別是城郭的形狀、結構等。因此築城時考量城郭地點以及曲輪的部署，盡量做有利防禦的設計。江戶時代的軍學中顯示，基本設計主要為3個曲輪，即在城郭核心的本丸周圍，以較有效果的縱深配置輔佐予二之丸、三之丸。但是江戶時代的軍學是太平盛世的學問，沒有實際的築城和戰鬥經驗驗證，此點是必須注意的。
一般來說，縄張（設計）大約被分類為以下數種。
輪郭式
三之丸、二之丸等依序圍繞本丸的設計。對於四面八方皆能有厚實的防禦，但是城郭規模會非常大。平城常使用的設計。（例：山形城、松本城、大阪城等）

圓郭式
輪郭式的分支，在本丸周圍配置圓形或半圓形的二之丸、三之丸。（例：田中城等）
連郭式
本丸和二之丸、三之丸並列的設計。雖然拉長了到達內部的縱深距離，但也意味著本丸的側面或背面被暴露出來，結果可能造成搦手門的防備比追手門（大手門）薄弱。（例：松山城（備中國），松山城（伊予國），盛岡城等）
並郭式
本丸和二の丸並列，周邊再以其他曲輪包圍的形式，亦有詰丸和本丸並列的情況發生。（例：大垣城，島原城，大分城等）
梯郭式
本丸部署於城郭的角落，其他曲輪配置於周圍的兩面或三面。設計將本丸所暴露出的部位（比如背後）面對湖沼、山河或絕壁等「天然的防禦設施」。（例：岡山城等）
渦郭式
以本丸為中心，二之丸、三之丸以渦狀配置的設計。（例：江戶城、姬路城、丸龜城等）
階郭式
曲輪群以階梯狀佈置的形式，戰國時代的山城、江戶時代初期的平山城多有此類構造。活用山和丘陵地形的築城手法。（例：姬路城、丸龜城，熊本城等）
個個城郭並非一定是上述的某個分類，也多有上述之變形、發展型和合體型（例如「輪郭式＋梯郭式」）設計。另外有些城郭屬於難以分類（單郭式等）的設計。此外，根據研究人員的認知不同而有將同一城區分為不同類型的狀況，亦或是將其做更詳細的分類。

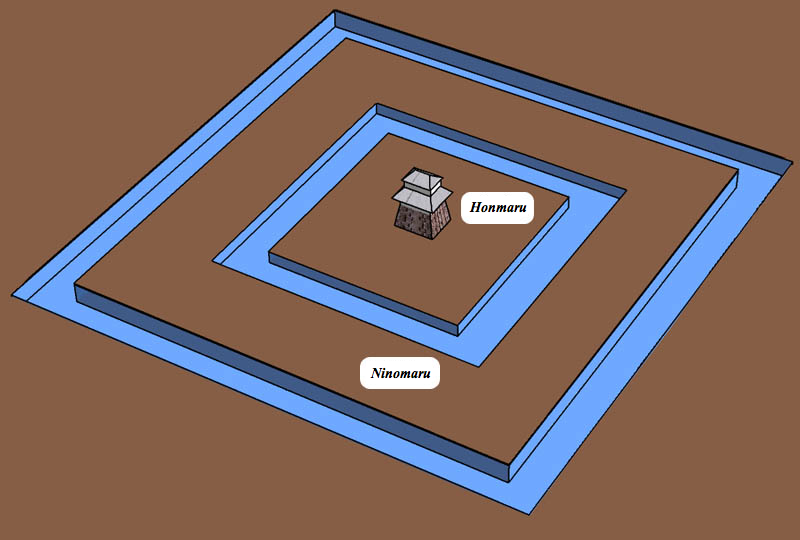
輪郭式繩張
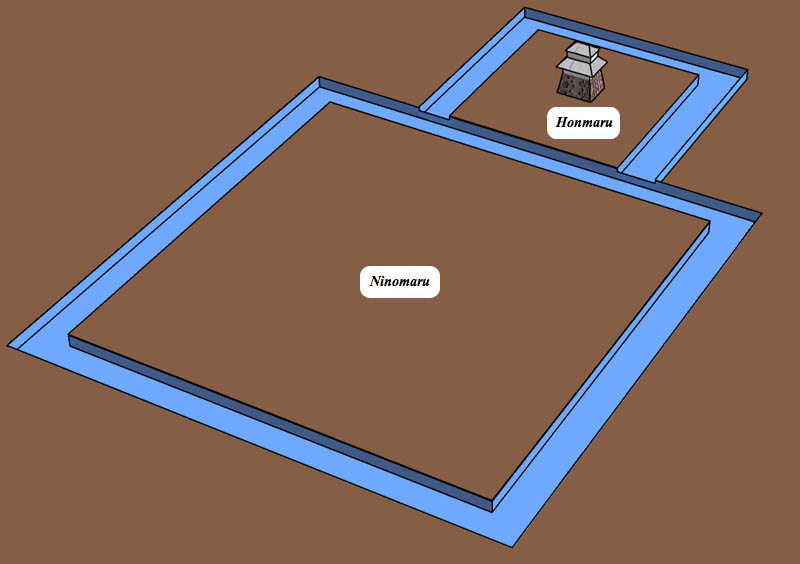
連郭式繩張
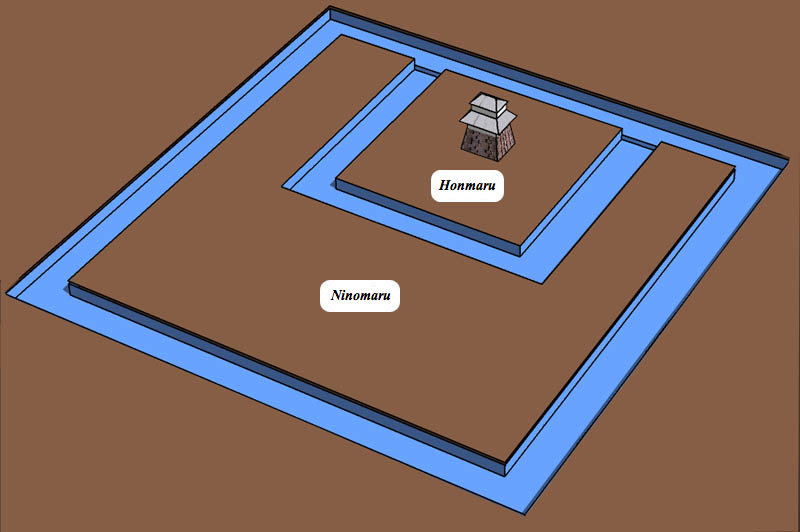
梯郭式繩張
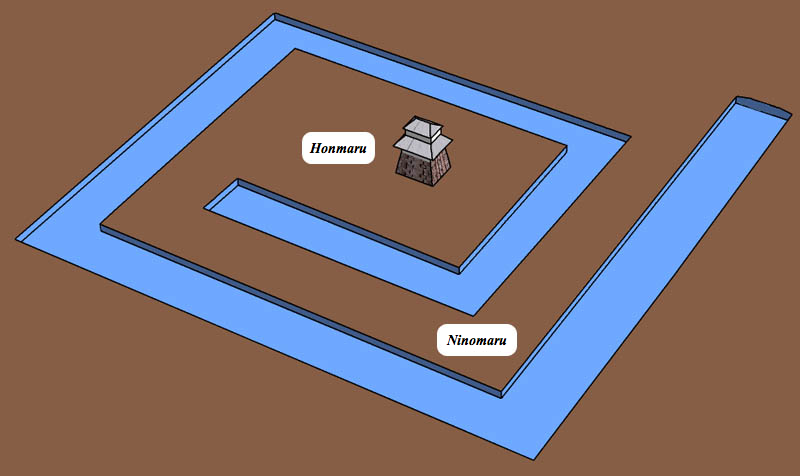
渦郭式繩張

### 其他曲輪
為加強防禦力量的目的，在本丸等主要曲輪的周圍設置帶曲輪、腰曲輪或捨曲輪等小型曲輪。此外，也有從其他部位獨立出來的出丸或以防禦虎口為目的，在其前方部署的馬出。

## 各曲輪的名稱、用途
安土桃山時代以後的城郭中，各個曲輪是根據其用途被稱為「〇〇曲輪」「〇〇丸」等，另外根據時代和地域之別也有不同名稱。本丸、二之丸等將曲輪稱作"丸"的起源和語源尚不可考，但在安土桃山系城郭以及江戶時代以後的近代城郭名稱中，被稱為「〇〇丸」的曲輪都是主要部位。另外，堀田浩之以日本的城的中心開始賦予「本丸」「二之丸」「三之丸」等共同名稱，主要是便於說明和理解曲輪的編制，推定是作為軍學上的基礎，利用上級權力賦予城郭管理上符號的新概念。雖然「丸」在日語中意味著球體，引用江戶時代軍學相關書籍的後述中認為建城偏好使用圓形。江戶初期的北條流軍學之祖－北條氏長著的《兵法雌鑑》中
城をとるべきようは、小く丸くとるべし…（城者，宜小且圓）——北条氏長，『兵法雌鑑』，『兵法雌鑑』
和，江戶中期的軍學書《武用方言略》
城は小円を善とすること、城取の習とぞ、此故に丸とは呼ぶ也…（習有城宜小且圓，故稱為丸）——木下義俊，『武用弁略』，『武用弁略』
。

### 曲輪的用途

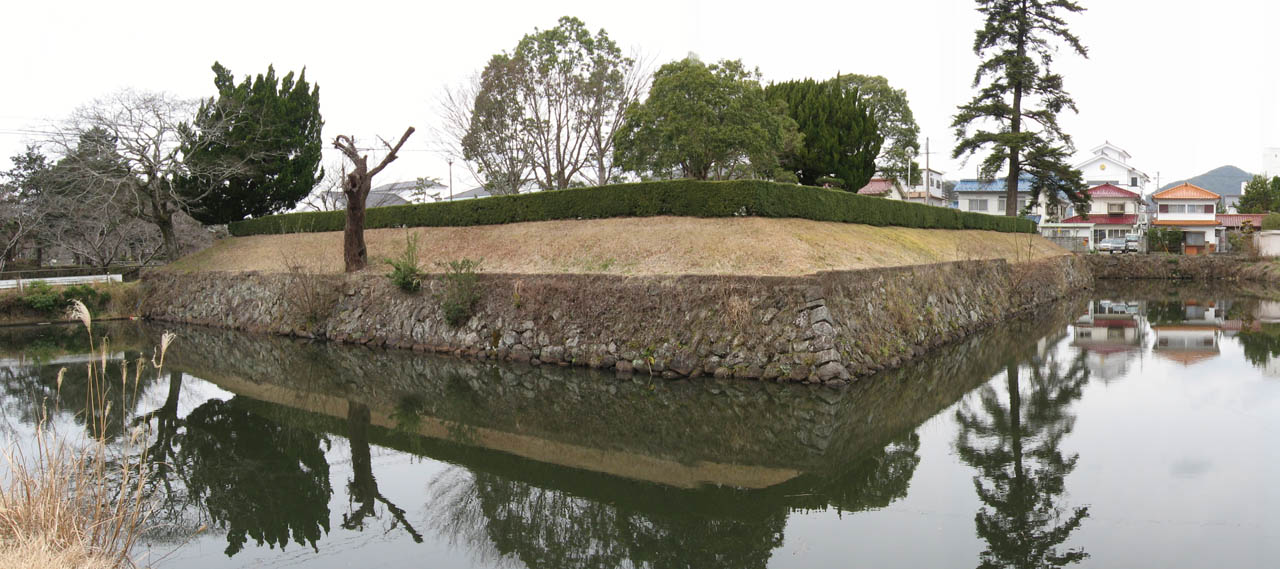
篠山城東門外殘留之馬出跡

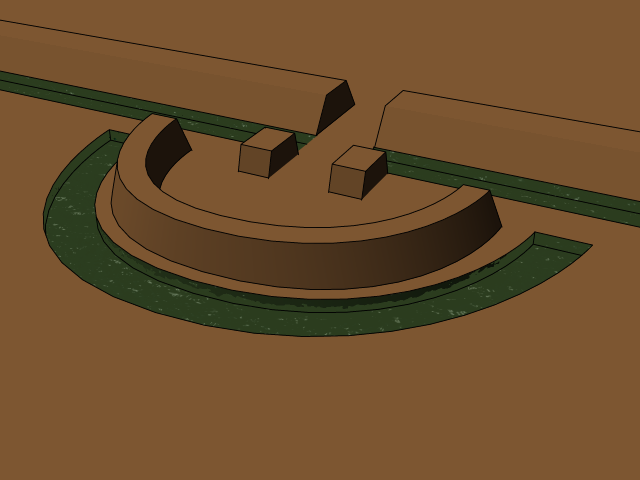
丸馬出
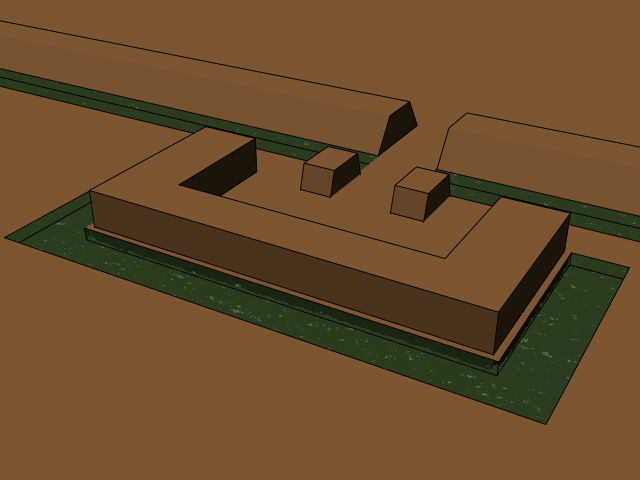
角馬出

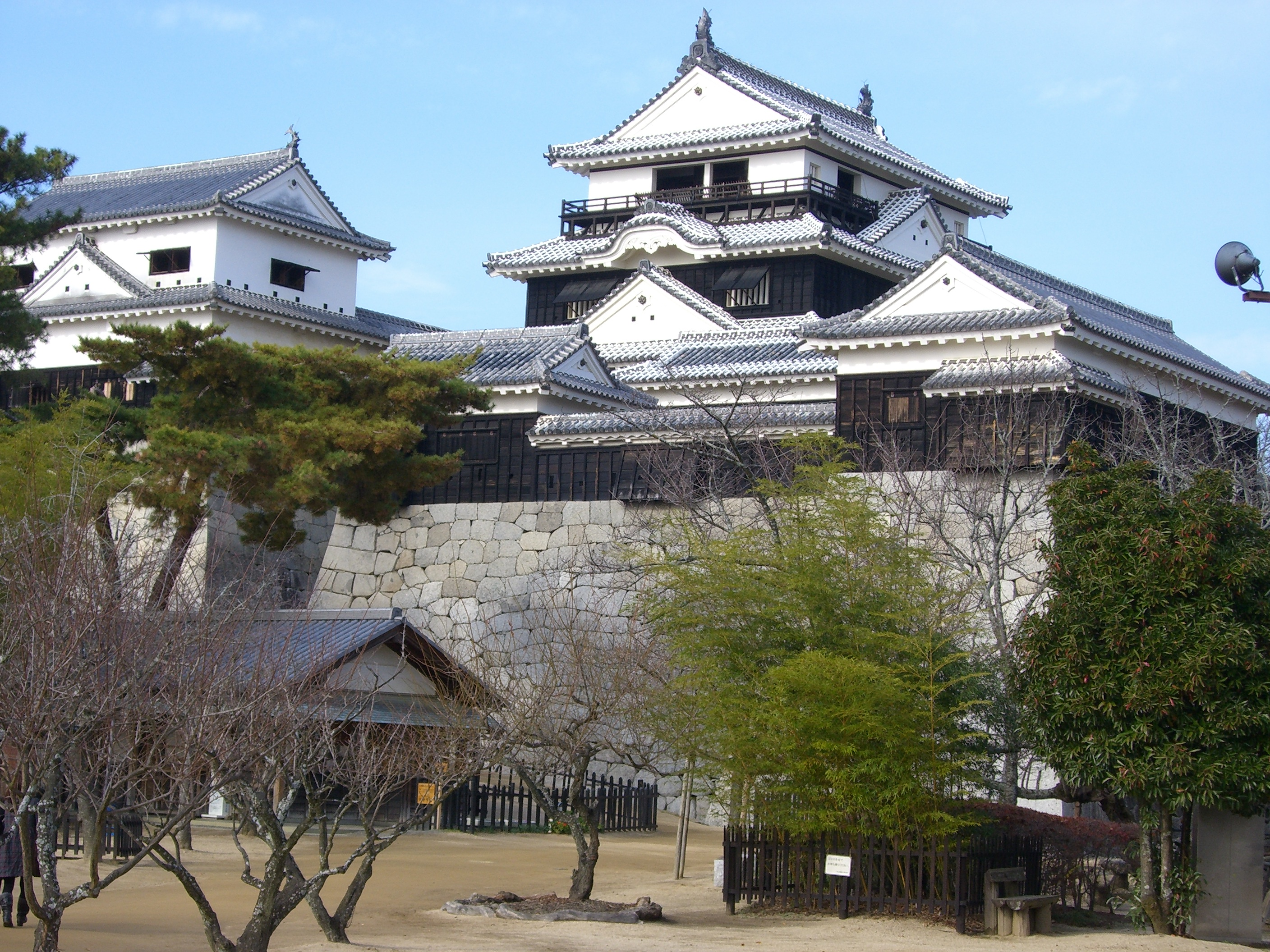
松山城本壇（伊予國）

- 本丸

城的中樞部，有如本丸御殿一樣的居住兼政務區域，是戰時最終防衛線。又被稱作本城、一之曲輪等。
- 二之丸

連繫本丸的主要曲輪名稱。有時和本丸一樣建有殿舎，有些城的二之丸也握有城的中心機能。在廣島城中，在其他城馬出位置的小規模曲輪稱為二之丸。又被稱為二之曲輪、二之城。
- 三之丸

連繫二之丸的主要曲輪名稱，有些設有家臣們的宅邸。又被稱為三之曲輪、三之城。
除此之外，主要從本丸方向看過來有方角的曲輪稱作「（方角）之丸、（方角）丸」。
- 東之丸－明石城、高松城、米子城、西尾城等。
- 西之丸－作為城堡所有者的隱居所使用。作為隱居所使用的西之丸有德川家康的江戶城西之丸，姬路城和岡山城也有同樣的西之丸 。
- 南之丸－和歌山城、小諸城等。
- 北之丸－弘前城、高松城、大洲城等。

- 帶曲輪

配置於主曲輪外圍的細長小曲輪。有些會略低於主曲輪一小階或是像豐臣大坂城的2重式建法。
- 腰曲輪

在山的斜坡上削出平地所築成的曲輪，用以誘敵進入後由高處掃射。
- 捨曲輪

設置於主郭前面，於攻勢時作為向外打擊的前線，在防守時能夠捨棄掉的曲輪。靠近主郭的一面不建築圍牆等遮蔽物，以利於從主郭攻擊而來。
這種曲輪主要用以達到拖延敵人攻入時間且有利於防禦。但是規模較小的城常有一個曲輪被攻下後，下個曲輪也進入射程範圍內的狀況，另外也有很多中世紀山城的曲輪，並沒有面對過使用鐵砲兵器的戰鬥。
- 總構、總曲輪

將城下町以長又寬的護城河或土壘、石牆等圍繞的大型曲輪。詳細請參照總構條目。
- 出丸

為補強城的弱點或是做到觀測目的而建造輔佐性曲輪。
知名的有大阪冬之陣時，真田信繁（真田幸村）於大阪城總曲輪南側建造的「真田丸」等。
江戶時代因武家諸法度的規定中，城郭的增築原則上是被禁止的，所以像岡山城的後樂園一樣，形成建造兼具出丸功能的大規模庭院之情景。
- 馬出

配置於虎口前沿的小型曲輪。除了提高敵人入侵虎口的難度外，也成為有利於防禦虎口的射擊陣地。另外能作為向城外出擊的小部隊駐紮設施。有僅建有土壘而難以被稱為曲輪的小面積構造，也有如名古屋城、篠山城、廣島城等大型馬出存在。可分為半圓形的「丸馬出」與方形的「角馬出」。- 丸馬出
- 角馬出

- 天守曲輪、天守丸

在本丸內建有天守閣的曲輪，或是依連立式天守、連結式天守的區隔而形成的曲輪。亦有以此名稱稱呼本丸的情況發生。不同的城也會有不同的稱呼，如天守郭、天手曲輪、本壇。
- 水之手曲輪

設有該城主要取水設施的曲輪。山水流入的場所或是水井等。也被稱為井戸曲輪。
- 山里曲輪、山里丸

營造有娛樂目的的宅邸、庭院的曲輪。挖池、築山、建有涼亭或茶室等。在豐臣期大坂城、姬路城、明石城、伏見城、肥前名護屋城等都能看得到。江戶時，作為大名庭園而不僅只建在城內，也會建於城外、藩邸。江戶城的吹上被認為是山里曲輪之一，曾經設置有吹上奉行，目前作為皇居的吹上御苑而殘留至今。

## 脚注
1. ↑  有時漢字用法會是因：輪郭的狀況時寫作「郭」、内部的平地的情況時寫作「曲輪」。
2. ↑  吉川弘文館『歴史考古学大辞典』、「曲輪」的項目
3. ↑  村井益男『日本城郭大系』別巻Ⅱ 城郭用語辭典「軍學」
4. ↑  堀田浩之「城の要諦　〔1〕曲輪の見方」　學習研究社編『歴史群像 戦略戦術兵器大全 日本戦国編』學習研究社 2011年
5. ↑  西ヶ谷恭弘編著『城郭の見方・調べ方ハンドブック』東京堂出版 2008年
6. ↑  木下義俊編『武用弁略』1684年

## 關連項目
- 總構
- 本丸
- 甕城
- 遊廓